# Batalha de Ganzaca
A Batalha de Ganzaca foi travada em 371 perto do assentamento de Ganzaca, no Azerbaijão, entre uma força conjunta armeno-romana e um exército sassânida, com os romanos e armênios emergindo vitoriosos. Foi registrada pelo historiador armênio Fausto, o Bizantino.

## Contexto

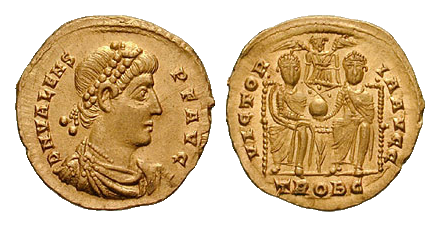
Soldo de Valente r.

Após o Paz de Nísibis de 363 selada pelo Império Romano e o Império Sassânida, pela qual os romanos deixariam de intervir nos assuntos armênios, a Armênia foi deixada à mercê do xainxá Sapor II (r. 309–379), que em 367/68 aprisionou o rei Ársaces II (r. 350–368) e se esforçou para consolidar o domínio persa no país. Em 369, o imperador Valente (r. 363–378) permitiu que Papa, filho de Ársaces II, retornasse à Armênia acompanhado pelo general Terêncio. No entanto, Papa foi logo expulso da Armênia pelos exércitos de Sapor e forçado a se esconder em Lázica. Enquanto Papa estava escondido, Sapor o contatou e o persuadiu a mudar sua lealdade à Pérsia, mas essa tentativa de reaproximação foi abortada quando o general de Valente, Arinteu, chegou e restaurou Papa ao trono armênio pela segunda vez.
Sapor ficou furioso com esse movimento, mas não considerou que a paz com os romanos fosse nula até o inverno de 370. Sapor reuniu um exército, que, de acordo com Fausto, incluía as forças de seu aliado, o rei Urnair da Albânia, e invadiu a Armênia na primavera de 371. Valente enviou um grande exército para a Armênia sob o comando dos generais Trajano e Vadomário, mas com ordens de se envolver apenas em ações defensivas, na esperança de manter a paz com a Pérsia. Os armênios também reuniram seu exército sob o comando do asparapetes (comandante-em-chefe) Musel I e se encontraram com os romanos perto do assentamento de Bagauna, no distrito de Bagrauandena, no sopé do monte Nifates, perto da nascente do rio Arsânias. Fausto dá o número do exército armênio como 90 mil. Na subsequente Batalha de Vagabanta, o exército armeno-romano saiu vitorioso e o rei Urnair foi derrotado em combate solo por Musel, que o poupou e deixou partir.

## Batalha
Urnair, em agradecimento pela misericórdia de Musel, lhe enviou um mensageiro que informou que o xainxá Sapor estava liderando em pessoa um grande exército com o intuito de atacar os aliados desprevenidos. O general Terêncio organizou suas forças e as liderou à fronteira do Azerbaijão, próximo de Ganzaca, e foi seguido por Musel e seus 90 mil soldados. Sapor chegou com suas forças em Ganzaca e encontrou o exército armeno-romano pronto para combate. Os iranianos avançaram contra seus inimigos e foram derrotados. Fausto afirma que os lanceiros armênios agiram com valentia e derrubaram os ginetes de Sapor perante seus olhos. Ao longo do confronto, os soldados armênios alegadamente gritaram palavras de ordens que exaltavam Ársaces II: "Para Ársaces, o Bravo!" e "Seja um sacrifício para Ársaces, nosso rei". Os portadores de escudo romanos e armênios organizaram-se na retaguarda do exército aliado e fizeram uma linha defensiva para os soldados. Toda vez que o exército era pressionado pelas forças iranianas, buscavam refúgio atrás da linha defensiva dos escudos e descansavam antes de irromperem novamente contra o inimigo.

## Rescaldo
Sapor foi forçado a fugir e os aliados retornaram à Armênia com honra e butim. Sapor enviou emissários e uma trégua foi acordada. Sapor então retornou a Ctesifonte e Valente a Antioquia, com a Armênia efetivamente sob a suserania romana. A trégua duraria sete anos. Como resultado dessas vitórias, Musel teria reconquistado muitos territórios armênios perdidos e forçado os nobres que se revoltaram contra a monarquia arsácida a se submeterem à autoridade de Papa. [a]